# PhysX
PhysX – pakiet oprogramowania pośredniczącego, przeznaczony do symulacji zjawisk fizycznych. Rozwijany początkowo przez przedsiębiorstwo Ageia, a następnie przez Nvidię.

## Historia
Pierwotnym producentem karty rozszerzeń PhysX była firma Ageia. Karta ta należała do grupy tzw. PPU (ang. Physics Processing Unit), czyli kart sprzętowo przyspieszających obliczenia fizyczne w grach komputerowych. Karta ta współdziałała z biblioteką programistyczną (tzw. silnikiem fizyki) o nazwie NovodeX SDK. Z biegiem czasu terminu PhysX zaczęto używać na oznaczenie zarówno karty rozszerzeń, jak i jej oprogramowania (tzw. PhysX SDK). W lutym 2008 Ageia została przejęta przez producenta kart graficznych, firmę Nvidia, która zaimplementowała PhysX SDK w swojej technologii CUDA i skupiła się na promocji silnika PhysX SDK wśród użytkowników kart graficznych GeForce serii 8 i nowszych.
Silnik PhysX SDK umożliwia nadawanie obiektom podstawowych własności fizycznych (np. masy, położenia, prędkości, przyspieszenia) i definiowanie ich oddziaływań między sobą (np. poprzez zderzenia, tarcie, przeguby) oraz z otoczeniem (np. wskutek działania grawitacji, antygrawitacji, podmuchów wiatru). Biblioteka zawiera zaawansowane funkcje do detekcji zderzeń obiektów w czasie rzeczywistym, symulacji postaci i pojazdów w ruchu, przepływów cieczy i gazów (w tym przepływów turbulentnych), eksplozji, ruchu tkanin (np. na wietrze), a także odkształceń różnych obiektów (np. ściskania balonu, zgniatania blaszanej puszki, rozrywania tkaniny). Silnik ten jest przykładem oprogramowania pośredniczącego, a jego podstawową rolą jest ułatwienie programistom gier komputerowych uwzględniania skomplikowanych oddziaływań fizycznych występujących we współczesnych grach komputerowych bez potrzeby pisania własnego kodu od podstaw.
Charakterystyczne dla technologii PhysX przyspieszenie sprzętowe polega na przeniesieniu pracochłonnych obliczeń fizycznych na specjalny układ scalony (PPU) lub kartę graficzną obsługującą technologię CUDA, co zwalnia zasoby procesora centralnego, który dzięki temu może wykonywać inne operacje, co z kolei umożliwia tworzenie bardziej zaawansowanych gier.
Silnik PhysX SDK dostępny jest w wersji binarnej (bez opłat) i jako kod źródłowy (za opłatą) na następujących platformach: Windows, Linux, Wii, PlayStation 3 oraz Xbox 360.